# Mistr Deutsche Eishockey Liga
Toto je seznam mistrů německé DEL ligy.

## Vítězové DEL
| Ročník  | Mistr                                              | Výsledek (na zápasy)                               | Vicemistr                                          | Čeští/slovenští hráči s titulem                    |
| ------- | -------------------------------------------------- | -------------------------------------------------- | -------------------------------------------------- | -------------------------------------------------- |
| 1994/95 | Kölner Haie                                        | 3 : 2                                              | EV Landshut                                        | Jozef Stümpel (Slovensko)                          |
| 1995/96 | Düsseldorfer EG                                    | 3 : 1                                              | Kölner Haie                                        |                                                    |
| 1996/97 | Adler Mannheim                                     | 3 : 0                                              | Kassel Huskies                                     |                                                    |
| 1997/98 | Adler Mannheim                                     | 4 : 1                                              | Eisbären Berlín                                    |                                                    |
| 1998/99 | Adler Mannheim                                     | 3 : 2                                              | Nürnberg Ice Tigers                                | Pavel Cagaš, Pavel Gross                           |
| 1999/00 | München Barons                                     | 3 : 1                                              | Kölner Haie                                        |                                                    |
| 2000/01 | Adler Mannheim                                     | 3 : 1                                              | München Barons                                     |                                                    |
| 2001/02 | Kölner Haie                                        | 3 : 2                                              | Adler Mannheim                                     |                                                    |
| 2002/03 | Krefeld Pinguine                                   | 3 : 2                                              | Kölner Haie                                        | Patrik Augusta, David Musial                       |
| 2003/04 | Frankfurt Lions                                    | 3 : 1                                              | Eisbären Berlín                                    | Martin Reichel                                     |
| 2004/05 | Eisbären Berlín                                    | 3 : 0                                              | Adler Mannheim                                     |                                                    |
| 2005/06 | Eisbären Berlín                                    | 3 : 0                                              | DEG Metro Stars                                    | Tomáš Pöpperle                                     |
| 2006/07 | Adler Mannheim                                     | 3 : 0                                              | Sinupret Ice Tigers                                | Tomáš Martinec                                     |
| 2007/08 | Eisbären Berlín                                    | 3 : 1                                              | Kölner Haie                                        |                                                    |
| 2008/09 | Eisbären Berlín                                    | 3 : 1                                              | DEG Metro Stars                                    |                                                    |
| 2009/10 | Hannover Scorpions                                 | 3 : 0                                              | Augsburger Panther                                 |                                                    |
| 2010/11 | Eisbären Berlín                                    | 3 : 0                                              | Grizzlys Wolfsburg                                 |                                                    |
| 2011/12 | Eisbären Berlín                                    | 3 : 2                                              | Adler Mannheim                                     |                                                    |
| 2012/13 | Eisbären Berlín                                    | 3 : 1                                              | Kölner Haie                                        |                                                    |
| 2013/14 | ERC Ingolstadt                                     | 4 : 3                                              | Kölner Haie                                        | Jakub Ficenec                                      |
| 2014/15 | Adler Mannheim                                     | 4 : 2                                              | ERC Ingolstadt                                     |                                                    |
| 2015/16 | EHC Red Bull München                               | 4 : 0                                              | Grizzlys Wolfsburg                                 |                                                    |
| 2016/17 | EHC Red Bull München                               | 4 : 1                                              | Grizzlys Wolfsburg                                 |                                                    |
| 2017/18 | EHC Red Bull München                               | 4 : 3                                              | Eisbären Berlín                                    |                                                    |
| 2018/19 | Adler Mannheim                                     | 4 : 1                                              | EHC Red Bull München                               |                                                    |
| 2019/20 | sezóna předčasně ukončena kvůli pandemii covidu-19 | sezóna předčasně ukončena kvůli pandemii covidu-19 | sezóna předčasně ukončena kvůli pandemii covidu-19 | sezóna předčasně ukončena kvůli pandemii covidu-19 |
| 2020/21 | Eisbären Berlin                                    | 2 : 1                                              | Grizzlys Wolfsburg                                 |                                                    |
| 2021/22 |                                                    | x : x                                              |                                                    |                                                    |
| 2022/23 |                                                    | x : x                                              |                                                    |                                                    |